# 第3號交響曲 (蕭士塔高維奇)
降E大調第3號交響曲，作品20，是俄國作曲家蕭士達高維契的音樂作品。創作於1929年夏季，同年10月完成，並於1930年1月21日由亞歷山大·高克率領列寧格勒管絃樂團及嘉佩樂學院合唱團（Academic Capella）作首演。1932年由斯托科夫斯基於美國作首演，惟剔除了合唱部份。
這是繼《第2號交響曲》後的另一首「實驗性」合唱作品，所採用的是基爾沙諾夫（Semyon Isaakovich Kirsanov）的歌頌勞動節（May Day）的詩篇，因此本曲亦有副題，稱為「勞動節」。
據作曲家自己說：「這首作品和第二交響曲在性格上完全不同。第二以鬥爭為主題，而第三則著重表現和平、建設及節日氣氛。」

## 背景
評論家和學者對這首交響曲的背景資料所知甚少，不過，當作曲家畢業後受僱於工人青年劇場時，他有考慮過在劇樂的基礎上是否能發展出新的寫作題裁或表達形式，因此《第二》和《第三》末段的合唱部份，不難看得出亦包涵了劇場的元素。同一時期，作曲家剛完成了他第一齣歌劇《鼻子》和默劇電影《新巴比倫》，亦正開始創作他的第一套芭蕾舞劇《黃金時代》。

## 配器
- 木管樂器：3長笛（第3長笛兼任短笛）、2雙簧管、2單簧管、2巴松管
- 銅管樂器：4圓號、3小號、3長號、大號
- 敲擊樂器：定音鼓、三角鐵、大鼓、小鼓、鈸、鑼、鐘琴、木琴
- 聲樂：混聲四部合唱團
- 絃樂器：第1小提琴、第2小提琴、中提琴、大提琴、低音提琴

## 結構
本樂曲為單一樂章作品，當中可再細分為六個部份：
- 小快板（Allegretto）

由兩支單簧管先帶出一段具悠閒風的旋律，後來遠處傳出小號的號召調子，木管及圓號相繼加入，速度稍為加快，變成類似進行曲節奏。
- 加快（piu mosso）－　快板（Allegro）－　減慢（Meno Mosso）

絃樂加入時速度再加快，建立出一個相對穩定的拍子後，樂隊奏出一段帶滑稽味道的進行曲。各組樂器互相呼應著，並且作大幅度音域的躍進（尤其是絃樂）。踫鈸帶出小號和碎弓絃樂所結合的吱吱尖叫的雜聲。然後小鼓的節奏又由銅管對位將音樂帶回進行曲的模式，接著是如步操隊的木管樂段，不過這份熱鬧的情緒只維持了很點時間，很快便回復開首時的平靜。單簧管以弱奏吹出前面的片段，然後由定音鼓的弱滾奏引領弱音化的小提琴在高音區域的迴盪。突然間被三下碰鈸和銅管所打斷。但很快又回復至高、低音絃樂的互相對答，而其他樂器亦間中加入其中。
- 持續的快板（Allegro Molto）－　減慢（Meno Mosso）

絃樂轉為持續的八分音符頓奏，變成了一首具滑稽性的諧躍曲樂段。由木管樂器及木琴首先帶動，然後則主是以銅管樂器為主軸，奏出輕快的旋律。其他樂器亦出現各自表現的斷落，並慢慢推至全體樂隊的合奏。隨即推至以敲擊樂主導的過場部份：小鼓和定音鼓的持續滾奏，加上大鼓的搫奏下，樂隊奏出幾個齊奏段落，調性暫時變得不明確。最後在大鼓擊奏下，鼓聲漸暗。
- 行板（Andante）－　緩板（Largo）

低音絃樂的滑絃下，首先是大號為的樂句，鑼聲後是大提琴和低音提琴附帶滑絃的旋律，並且間奏著各銅管樂如宣召段（recitatives）的獨奏。小提琴亦加入滑絃演奏。圓號和小號吹出引子，帶入最後一段合唱。
- 中板（Moderato）－合唱曲 'V pérvoye, Pérvoye máya'（俄语：Первомайская）

絃樂的齊奏下，合唱團加入，先唱出“在最初的勞動節上，把火把拋向過去；點起了火花，火焰把整個森林都蓋過。枯萎的杉樹和整個森林都聽著，新的勞動節巡遊下的各種叫喊和喧鬧聲音。”全段一直保持激昂的聲量。中段再次響起進行曲般的過場，合唱團再次加入，並以充滿盼望和勝利的氣氛下結束。
演奏時間約為25分鐘。
雖然形式上和《第2號交響曲》有很多相近之處：例如兩首都採用了單樂章形式、末段加入了合唱、內容以歌頌蘇聯新時代的美好等，但在音樂言語上，《第3號交響曲》的調性非常明顯，少了很多不協調的和聲；而聲部線條亦比《第2號交響曲》簡單，不使用過複雜的聲部對位（雖然仍有採用對位、卡農、動機轉化等寫作手法，但聲部數目明顯減少了）。而且，本曲亦採用了一些耳熟能詳的曲調，同時他亦強調在這作品中盡量避免把任何一個旋律重覆使用。最後，演奏時間亦比《第2號交響曲》長近一半以上。

## 評價
跟《第2》的情況相近，《第3》的演出後反應只屬一般。西方社會大都視本曲只淪為典型的宣傳工具；當時仍身處美國的浦羅哥菲夫亦加入批評行列。而在蘇聯國內，首演後再一次公演，已經是1960年代的事。而到目前為止，《第2》和《第3》的上演次數，遠遠還不及其他交響曲。

## 外部連結
- 香港已故樂評人陳浩才先生談蕭士塔高維奇《第3號交響曲》 （页面存档备份，存于）
- 洛杉機管絃樂團有關蕭士塔高維奇《第3號交響曲》的樂曲簡介(英文)[永久]